# シンシナティ・ノーザンケンタッキー国際空港
シンシナティ・ノーザンケンタッキー国際空港（シンシナティ・ノーザンケンタッキーこくさいくうこう、英: Cincinnati/Northern Kentucky International Airport）は、アメリカ合衆国ケンタッキー州最北端のブーン郡ヘブロンにある空港。実質的にオハイオ州シンシナティ市の主力空港として機能している。IATA空港コードCVGはケンタッキー州コビントン市から来ている。
2000年以降、貨物航空会社の拠点化が進んでおり、旅客輸送は減少傾向にある。デルタ航空とアレジアント・エアの利用が多い。

## 就航路線
| 航空会社                   | 就航地 |
| -------------------------- | --- |
| アメリカン航空             | ダラス/フォートワース、フェニックス、マイアミ |
| アメリカン・イーグル       | オースティン、ボストン、シャーロット、シカゴ/ORD、ダラス/フォートワース、マイアミ、ニューヨーク/JFK、ニューヨーク/LGA、フィラデルフィア、ワシントン/ナショナル                                           |
| デルタ航空                 | アトランタ、ボストン、デンバー、フォートローダーデール、フォートマイヤーズ、ラスベガス、ロサンゼルス/LAX、オーランド、ソルトレークシティ、サンフランシスコ、シアトル、タンパ                             |
| デルタ・コネクション       | オースティン、シカゴ/ORD、デトロイト、ミネアポリス＝セントポール、ニューヨーク/JFK、ニューヨーク/LGA、ニューアーク、ワシントン/ナショナル、ダラス/フォートワース                                         |
| ユナイテッド航空           | シカゴ/ORD |
| ユナイテッド・エクスプレス | シカゴ/ORD、デンバー、ヒューストン/インターコンチネンタル、ニューアーク、ワシントン/ダレス |
| アレジアント・エア         | チャールストン、デンバー、フォートローダーデール、ジャクソンビル、キーウェスト、ラスベガス、ロサンゼルス/LAX、ニューアーク、ニューオーリンズ、メサ、サバナ、セントピーターズバーグ、ウエストパームビーチ |
| エアカナダ                 | トロント/ピアソン |

## 貨物航空会社
- アマゾン・エア
- アトラス航空
- DHLアビエーション
- フェデックス・エクスプレス
- エールフランス
- アメリカン航空
- デルタ航空
- ユナイテッド航空
- サザン・エア[4][5]

## 事件・事故
- 1967年11月20日 - ロサンゼルス発ボストン行きのトランス・ワールド航空128便が悪天候の中着陸失敗し滑走路の手前に墜落
- 1983年6月2日 - ダラスからトロント経由モントリオール行きのエア・カナダ797便が火災を起こし、本空港に緊急着陸を行った。

## 新交通システム
当空港では、メイン・ターミナルとコンコース Aおよびコンコース Bを結ぶ新交通システム「ピープル・ムーバー」が運行されている。